# 光柱
光柱是一種大氣光學現象，展現為光源向上或向下延伸的垂直光束。此現象由懸浮於大氣層的微小冰晶反射的光所造成，冰晶有可能存在於高海拔的雲中（像是卷層雲或是卷雲）。当光来自太阳（通常在接近地平线，甚至低于地平线）的情况下，这种现象被称为日柱。光源也可以是月球或是地面物，如街灯。

## 形成原因

光柱形成原因示意圖

因為光柱是由光經冰晶反射形成，故可視為一種暈。造成光柱的晶體通常為六角形的平板狀，在空氣中下降時會傾向於板面朝上。每片雪花就像是小鏡子，反射其下位置適當的光源（見右圖），雪花片在空中不同高度的散佈，使得反射光呈垂直柱狀。晶體越大、數量越多，則光柱就越明顯。柱狀晶體也可能造成光柱，但較為罕見。在很寒冷的天氣，冰晶可懸浮在地表附近，稱之為鑽石塵。
與一般光束不同，光柱並不是位於光源的正上方或正下方，其垂直柱狀為一種冰晶集體反射造成的視錯覺，只是因為位於同一垂直面的冰晶，會將光線反射至觀察者（見右圖）。這有點像是在觀察水體上的光源時，水面上的漣漪會將光線反射到不同方向，但那些會將光線反射到觀察者眼中的漣漪，會形成一條指向光源的明亮線條。

## 图片

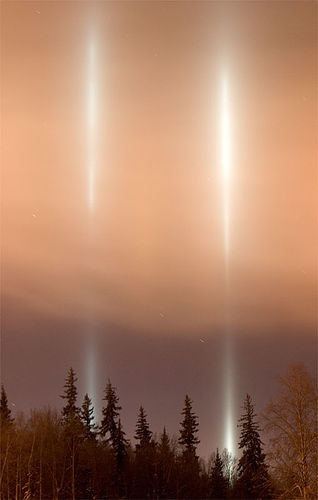
阿拉斯加大學費爾班克斯分校没有灯罩的工作灯上方产生的光柱
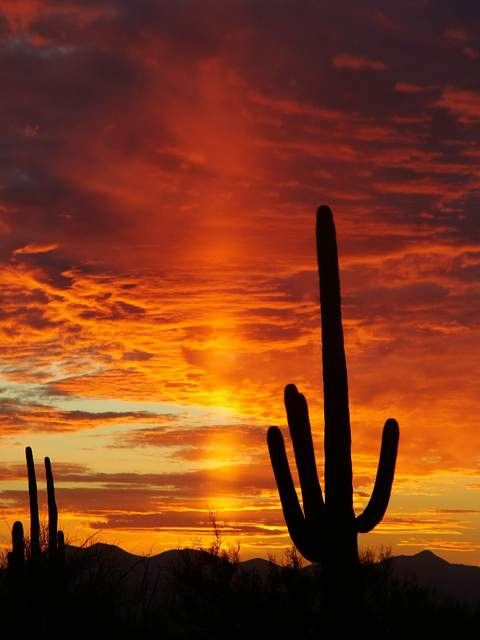
美国亞利桑那州图森市附近的夕陽光柱。
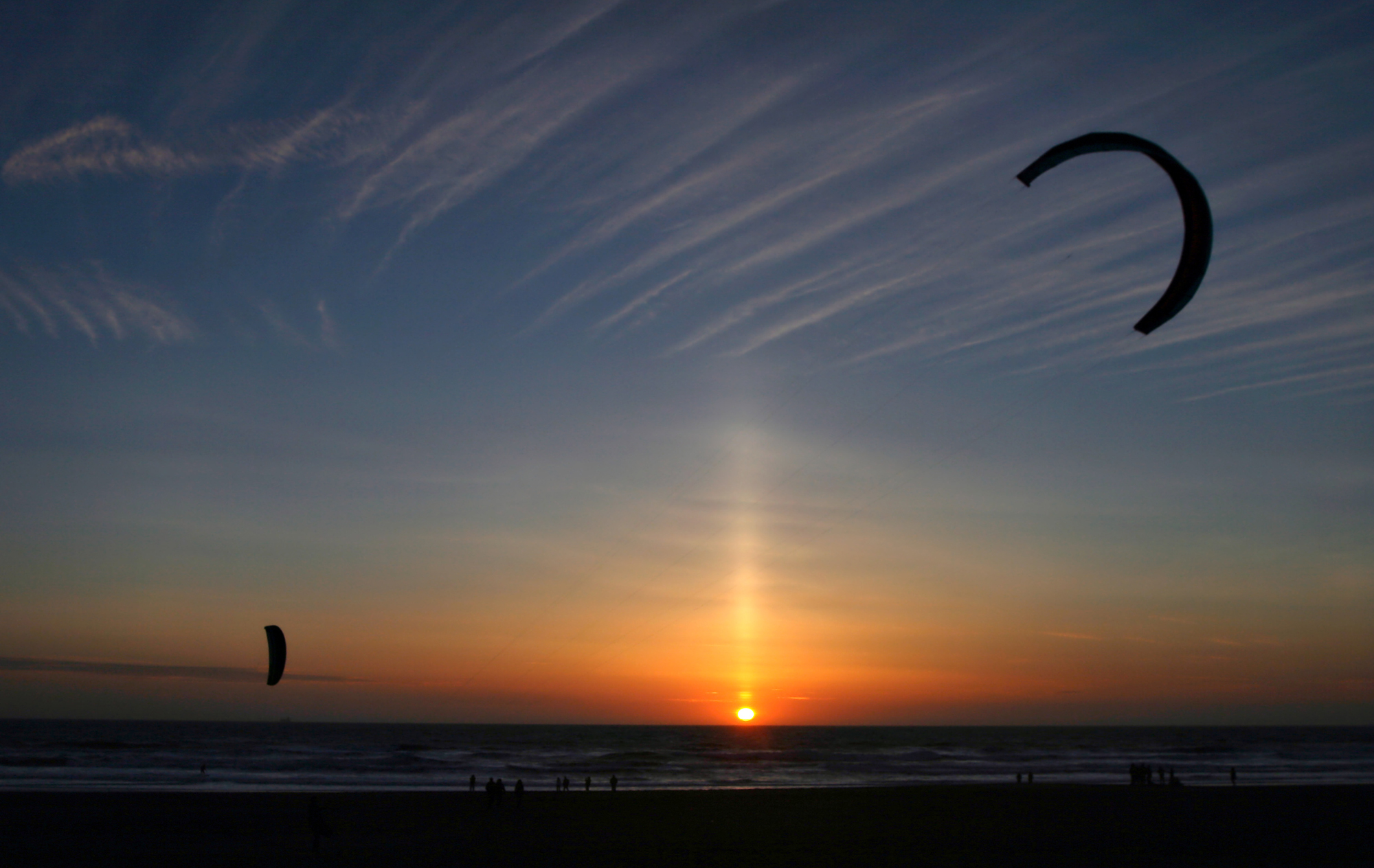
在加州舊金山的光柱。
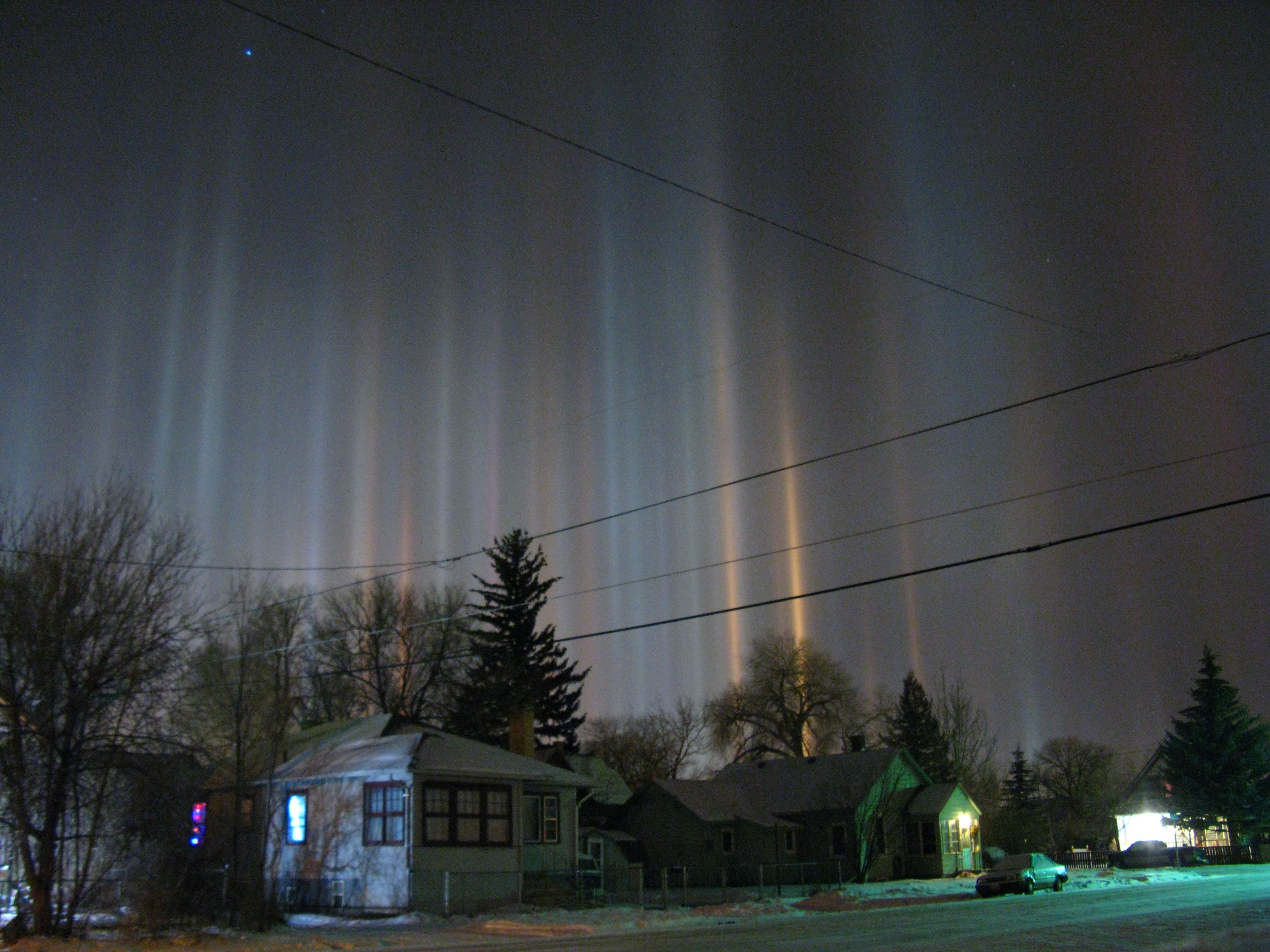
一个冬天的晚上，懷俄明州拉勒米的光柱。

## 外部連結
- Pillars（页面存档备份，存于），大气光学，包含说明（10页）和许多图像。
- Light Pillars（页面存档备份，存于）: 日柱和相关现象在此页面上有另外一个很好的解释。
- Fabulous frozen frames（页面存档备份，存于），悉尼先驱晨报，2006年11月1日
- A Sun Pillar Over North Carolina（页面存档备份，存于），NASA 天文图片，2008年12月15日。

1. ↑  . www.atoptics.co.uk.   [2022-10-05]. （原始内容存档于2019-01-05）.
2. ↑  . apod.nasa.gov.   [2022-10-05]. （原始内容存档于2015-03-12）.
3. ↑  . www.atoptics.co.uk.   [2022-10-05]. （原始内容存档于2019-02-04）.